# Schinkel
Schinkel er en flod i Amsterdam. Den blev kanaliseret i det tidlige 20. århundrede af Hendrik Petrus Berlage.